# ネンデルン駅
ネンデルン駅（Bahnhof Nendeln）はリヒテンシュタイン公国エッシェンにある、オーストリア国鉄401号線の駅。

## 駅構造

### ホーム
ホーム2面2線の地平駅。
| のりば | 路線    | 方向   | 行先               | 備考               |
| ------ | ------- | ------ | ------------------ | ------------------ |
| 1      | 401号線 | 西方向 | ブクス方面         | 普通（大部分）     |
| 1      | 401号線 | 東方向 | フェルトキルヒ方面 | 快速、普通         |
| 2      | 401号線 | 西方向 | ブクス方面         | 快速、普通（一部） |

### ダイヤ
平日に限り、快速・普通合わせて、一日9往復が停車する。土曜日・休日は全列車が通過する。なお、停車する全列車が、スイス - リヒテンシュタイン - オーストリアの3ヶ国を結ぶ国際列車である。
西行は、快速・普通とも、全列車が各駅停車でブクス止まりである。東行は、快速1本と普通8本が停車し、全てフェルトキルヒ行である。快速は、ネンデルン - フェルトキルヒ間ノンストップで運行される。

## 隣の駅
オーストリア国鉄
401号線
快速(REX)
フォースト・ヒルティ - ネンデルン駅 - アルテンシュタット（西行のみ） - フェルトキルヒ
普通(R)
フォースト・ヒルティ - ネンデルン駅 - ティージス

## その他
休止中の駅を除くと、リヒテンシュタイン最北端・最東端の駅である。